# ANAK (息子)
『ANAK（息子）』(アナック（むすこ）)は、フィリピンのフレディー・アギラが1977年に作曲したポップス。原曲の歌詞はタガログ語で歌われている。

## 概要
1977年に、フィリピンにおいて、フレディー・アギラ (Freddie Aguilar) の自作自演がヒットした。Anak とは、タガログ語で（息子ではなく）「わが子」という意味である（つまり、女の子も "Anak" と言う。2000年、歌をもとにフィリピンで映画「母と娘 ( 元題 : Anak ) 」が制作された）。
原詞の内容は、息子がよからぬ道に進むことを親が嘆く内容である。フレディー自身が「親に詫びる気持ちで書いた」と英語版のウィキペディアに記述されている。
世界中で26言語に翻訳された。
日本では1978年7月にNHKの『ニュースセンター9時』で2度にわたり紹介された。同年9月1日にフレディーの原曲とアシンのカバー、杉田二郎の日本語版カバーが同時発売され、9月10日に加藤登紀子の日本語版カバーが発売された。
杉田のカバーはフィリピンの日本大使館による直訳をもとになかにし礼が、加藤のものは英語の直訳詩をもとに加藤自身が訳詞を書いた。

## エピソード
1978年のある日、東芝EMIの新田和長は、日音の社長・村上司よりフレディー・アギラの「ANAK（息子）」を「いい曲があるから聴いてみてよ」と紹介される。タガログ語のため言葉の意味はわからないが、強く惹かれるものがあった。「フィリピンに行ったときラジオでたまたま聴いて、これは素晴らしいと思ったので、権利を獲って来たんだけど」
そこで加藤登紀子でレコード化しようと思っていると聞かされ、新田が杉田二郎（東芝EMIと日音の共同プロデュース歌手）ではどうですかと強く打診、杉田でもレコード化されることになった。
当初村上は訳詞をなかにし礼に依頼し、その訳詞で加藤に歌わせる予定だったが、解釈をめぐり意見が対立し、加藤版は本人の作詞で歌われることとなった。

## カバー
フィリピン
- 原曲 フレディー・アギラ
  - アシン（タガログ語版）
  - ガリー・バレンシアーノ
  - ク・レデスマ（英語版）
  - シャロン・クネタ（英語版）(映画　:「母と娘」主題歌)
  - サイドA（英語版）　
  - ノエル・カバンゴン（英語版）
  - ケリー・ファミリー（英語版）
  - マイケル・ヨンティング（英語版）
  - ラモン・ジャシント（英語版）
  - ビクター・ウッド（英語版）
  - KZ・タンディンガン（英語版）
    - Tito Vic And Joey(ティト・ソット（英語版）､ヴィック・ソット（英語版）､ジョーイ・デ・レオン（英語版）):パロディ曲「Anak ng… Kuwan」

ミャンマー
- トゥー・エイン・ティン（英語版）

マレーシア
- ケアフリー

ペルー
- クスコ

ドイツ
- ミヒャエル・ホルム（英語版）

オランダ
- ピエール・カートナー（英語版）

日本
- 杉田二郎
- 加藤登紀子

香港
- 徐小鳳
- 譚詠麟
- 薰妮（中国語版）
- ケニー・ビー

台湾
- 江蕙

## 杉田二郎のシングル
「ANAK (息子)」は、1978年9月1日に発売された杉田二郎の12枚目のシングル。

### 収録曲
1. ANAK (息子)（4分11秒）
訳詞：なかにし礼／作曲：F.Aguilar／編曲：石川鷹彦
2. ANAK (息子) オリジナル・カラオケ（4分11秒）
作曲：F.Aguilar／編曲：石川鷹彦

## 加藤登紀子のシングル
「ANAK (息子)」は、1978年9月10日に発売された加藤登紀子の30枚目のシングル。

### 収録曲
1. ANAK (息子)（4分28秒）
訳詞：加藤登紀子／作曲：F.Aguilar／編曲：星勝、小野崎孝輔
2. 赤いダリア（5分23秒）
作詞・作曲：加藤登紀子／編曲：告井延隆、星勝